# Яблоновка (Широковский район)
Яблоновка (укр. Яблунівка) — село,
Новомалиновский сельский совет,
Широковский район,
Днепропетровская область,
Украина.
Код КОАТУУ — 1225886612. Население по переписи 2001 года составляло 117 человек .

## Географическое положение
Село Яблоновка находится на расстоянии в 0,5 км от села Червоное и в 1,5 км от сёл Полтавка и Широкая Долина.